# 托尼·马森博格
托尼·阿奈尔·马森博格（英語：Tony Arnel Massenburg，1967年7月31日—），美国职业篮球运动员，身高2米06，体重100公斤，场上司职大前锋或中锋，曾先后正式效力于12家NBA球队。
马森博格1986年进入马里兰大学，1990年毕业后在当年NBA选秀中于第二轮第43顺位被圣安东尼奥马刺队选中。在他的第一个赛季中就遭受到了脚部伤病，被迫前往意大利打球。次年回归马刺队，但是在仅打了一场球后就被送往夏洛特黄蜂队，出场三次后被送往波士顿凯尔特人队，7场球后又被送往金州勇士队。在那个赛季，他一共出场18次，却代表了四支球队出战。
1992年后，他前往欧洲打球，直到1994年才回归NBA，这次他同洛杉矶快艇队签约，终于第一次完成了整个赛季。次年由于NBA扩军，他被新军多伦多猛龙队选中，但是在赛季中再次被送往费城76人队。1996年，他同新泽西网队签约，次年又转入温哥华灰熊队。1999年，他被灰熊队送往休斯敦火箭队，但是在赛季结束后，又被交换回了灰熊队。2002年和2003年，他先后作为自由球员与犹他爵士队和萨克拉门托国王队签约。
2004-05赛季，他终于又回到了马刺队，当年他随队夺得了NBA总冠军。之后，他宣布退役，但是在2007年他又一次复出，希望能加盟华盛顿奇才队，不过在10月他被裁掉，没能成为第一位代表13支不同NBA球队参加正式比赛的球员。